# 私の音楽 2007-2016
『私の音楽 2007-2016』（わたしのおんがく 2007-2016）は、原田知世の通算12枚目のベスト・アルバム。2017年8月23日リリース。

## 概要
『音楽と私』に続くデビュー35周年企画第2弾作品。2007年から2016年までの間に発表された5枚のアルバム『music & me』『eyja』『noon moon』『恋愛小説』『恋愛小説2 -若葉のころ』からの選曲と、さまざまな企画アルバムで原田が録音したカバー曲を、レコード会社の枠を超えて年代順に収録。SHM-CD仕様。

## 収録曲
1. 時をかける少女
2. きみとぼく
3. くちなしの丘
4. きっと言える
V.A.『encontro -出会い-』収録。
5. FINE
6. Giving Tree
7. フール・オン・ザ・ヒル
V.A.『LOVE LOVE LOVE』収録。
8. フロスティ・ザ・スノーマン
V.A.『Christmas Songs』収録。
9. ヴィヴォ・ソニャンド
V.A.『ゲッツ/ジルベルト+50』収録。
10. My Dear
11. 名前が知りたい
12. 夢の人
13. ドント・ノー・ホワイ feat. ジェシー・ハリス
14. September
15. ノスタルジア feat. Tomoyo Harada
moose hill 『DESERT HOUSE』収録。